# Spiraeoideae
Spiraeoidae este o subfamilie a familiei Rosaceae, ce include mai multi arbusti.